# Bregje Heinen
Bregje Heinen (Borculo, 5 maart 1993) is een Nederlands model.

## Biografie
Heinen is 'ontdekt' door Bregje Zijlstra van Salva Models en is kort daarna overgestapt naar Micha Models. Inmiddels is ze internationaal ook geliefd; ze zit bij Women management Milan, Parijs en New York, Select London, Dominique Brussel, UNO Barcelona en Place Hamburg.
Heinen heeft verscheidene publicaties gehad in tijdschriften, zowel in binnen- als buitenland. Ze stond model voor onder andere Replay, Topshop, Karen Millen, Sisley, DKNY. Ook liep ze verscheidene shows, waaronder voor Donna Karan, Just Cavalli, Prada, Roberto Cavalli, Fendi, Balenciaga en Karl Lagerfeld. Heinen liep ook de Victoria's Secret Fashion Show in 2011. In 2012 werd Heinen het nieuwe gezicht van het lingeriemerk Victoria's Secret. 
In de clip voor het nummer Payphone van Maroon 5 speelt Bregje Heinen in 2012 een rol.

## Privé
Ze woont sinds haar zeventiende in New York. Heinen is verloofd met Michael Trevino, een Amerikaanse acteur onder meer bekend vanwege zijn rol in de televisieserie The Vampire Diaries.